# Sønderho

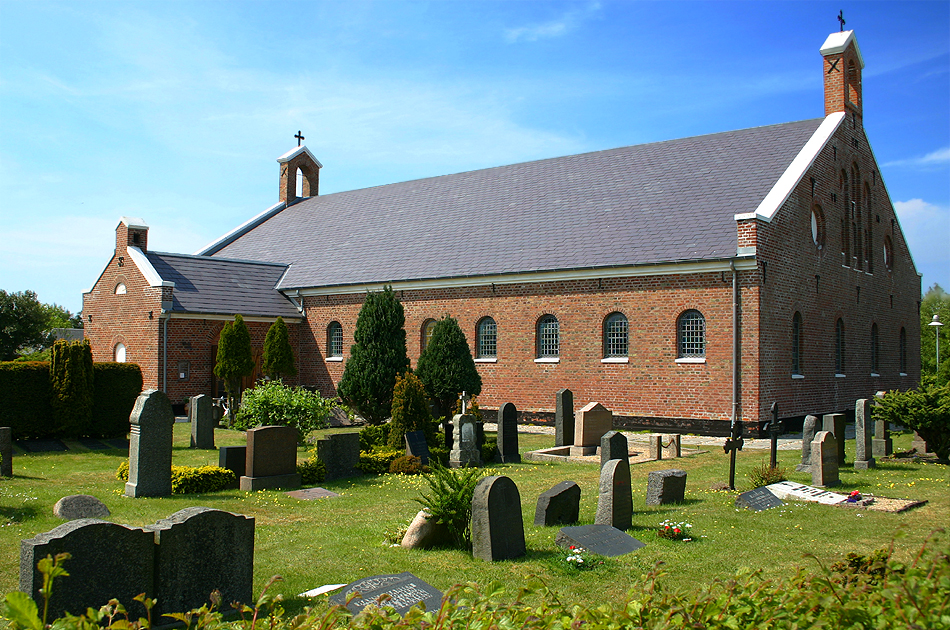
Sønderho Kirke

Sønderho  ist eine Ortschaft auf der dänischen Insel Fanø vor der jütländischen Nordseeküste bei Esbjerg. Sie gehört zur gleichnamigen Kirchspielsgemeinde Fanø Sogn, die am 1. August 2019 durch Vereinigung der bis dahin auf der Insel bestehenden Kirchspiele Nordby Sogn und Sønderho Sogn entstanden ist. Bis 1970 gehörten beide zur Harde Skast Herred im damaligen Ribe Amt, danach zur Fanø Kommune im „neuen“ Ribe Amt, die im Zuge der Kommunalreform zum 1. Januar 2007 unverändert blieb und nun zur Region Syddanmark gehört.
Die Ortschaft hatte am 1. Januar 2023 294 Einwohner.
In der Gemeinde liegt die Kirche  „Sønderho Kirke“.